# 伊斯蘭教與人道
自伊斯蘭教誕生之初，先知穆罕默德就稱伊斯蘭教不管任何時候都是人道的宗教。作為真主向人類揭示的真言，《古蘭經》是人類處世之道的指南，為所有人制定了他們的基本權利，包括穆斯林、非穆斯林和男女老幼。敬真主愛人類是伊斯蘭教的基本宗旨和核心價值觀，信仰真主的穆斯林要棄惡從善、勸善戒惡。除了規範人類與真主的關係，伊斯蘭教亦規範人倫關係。

## 天道與人道
在伊斯蘭教的教義裡，人道與宗教是密不可分。穆斯林除了要認識真主的獨一性，還要相信人類是真主的造物，他們要團結和統合。穆斯林在伊斯蘭教誕生的初期飽受多神教的壓迫，他們透過認識真主的本質來確信祂是關心人們的福祉，協助他們從壓迫者的手上解放出來。這意味著認識真主就是構建社會公義的先決條件，穆斯林有義務去追求公義、抱打不平及反抗壓迫。伊朗革命領袖霍梅尼、伊斯蘭學者穆罕默德·阿布都及穆斯林兄弟會理論家賽義德‧庫特布都強調，認主意指穆斯林要按照真主的意願建立社會規則。在一個認主的社會裡，人們會奉獻社會，守護造物的尊嚴和平等，因此臣服真主是在今生後世追求幸福的必經之路。
中國的伊斯蘭學者亦提出了類似的看法。達浦生認為履行伊斯蘭教的基本信仰和宗教義務就是「盡天道」，實踐伊斯蘭教的善功便是「盡人道」。他指出誠順真主的「天道」和與人為善的「人道」是相互關聯，只修人道而不修天道是「捨本求木」、「背流忘源」；只修天道而不修人道只是「獨善其身」、「只知為己而不知顧人」，因此「盡天道」是「盡人道」的前提和條件。劉智則吸納儒家思想，以之解釋伊斯蘭教的人道，認為伊斯蘭教大同孔孟之旨，「雖載在天方之書，而不異乎儒者之典。遵習天方之禮，即猶遵習先聖先王之教也。聖人之教，東西同，今古一」。

## 公義
《古蘭經》裡用「阿德爾」（阿拉伯语：‎，羅馬化：'Adl）一詞來指稱道德及法律層面上所說的公義，經文裡還出現了許多與公義相關的近義詞，例如「吉斯特」（阿拉伯语：‎，羅馬化：Qist）是指平等、「比爾」（阿拉伯语：‎，羅馬化：Birr）是指正義、「西德格」是指誠實、「伊赫桑」是指善行、「哈克」是指真理、「米贊」是指節制。公義之說在伊斯蘭教裡根深蒂固，因為宏揚伊斯蘭教的目的是要在世上創造合乎道德的公正社會，真主的尊名裡便包含了「正義者」、「公正者」。《古蘭經》明確論述先知傳道是要世人彰顯公義：「我確已派遣我的眾使者，去傳達我的許多明證，並降示天經和公平，以便眾人謹守公道。」
阿拉伯語辭書學家伊本·曼蘇爾引述早期神學家賽義德·伊本·朱拜爾寫給倭馬亞王朝哈里發馬利克的信函，解釋「阿德爾」一詞的意思。朱拜爾在信中指出阿德爾有四層意義，第一層是管治上的公義，即《古蘭經》所指的「命令你們替眾人判決的時候要秉公判決」；第二層是指言語上要公正，即「當你們說話的時候，你們應當公平」；第三層是救贖意義上的公正，「你們當防備將來有這樣的一日：任何人不能替任何人幫一點忙，任何人的說情，都不蒙接受，任何人的贖金，都不蒙採納，他們也不獲援助」；最後一層是指要公平看待真主，「不信道的人，卻以物配主」。
所有有關伊斯蘭教政治的論述都認為，每當公義不存在的時候，社會便不穩，造成負面影響。先知穆罕默德除了呼籲世人信服伊斯蘭教，還肩負了為世人建立公正和平等社會的使命，這可見於他對奴隸制的抗爭。穆斯林學者認為，先知時代及四大哈里發統治下的麥地那政治模式是理想的政治體制，政權是為了確保伊斯蘭教的延續而管治，實施協商方式和實現公義的伊斯蘭教法。
要建立一個公義的社會，穆斯林的所有行為都可能造成影響。在伊斯蘭教裡，追隨真主就等於追求公義，穆斯林有責任在人際和社會層面上見義敢為、反抗壓迫。每個人都應隱惡揚善、扶持正氣，防止社會玷染歪風。

## 美德
行善積德在伊斯蘭教裡是一種值得稱許的人性，「全體歸順真主，且樂善好施，並遵守崇正的易卜拉欣的宗教的人，宗教方面，有誰比他更優美呢？」、「真主的確喜愛行善的人」、「真主的慈恩確是臨近行善者的」等《古蘭經》經文都提到人們的善行可以得到真主的回報和稱頌。一則著名的聖訓提到吉卜利勒（加百列）與穆罕默德的對話，當中涉及為人之道的三個原則：即遵行五功、信仰真主及行善積德。在《古蘭經》裡，許多餽贈、善行、恩惠及奉獻的行為都被視為美德，包括寬恕別人的過錯、慷慨解囊協助他人、善待父母、宏善避惡、寬宏大量、謙遜待人、剛正不阿、虔誠信主、恆常禮拜及繳納天課。
《古蘭經》及聖訓都讚揚謙恭的人，提醒人們不要自吹自擂，鼓勵身居要職者要保持謙恭，避免造成壓迫和侵害。穆罕默德指示穆斯林要接受批評，學者伊本·拉傑卜表示前人曾言「謙恭就是接納任何人所說的真話，不管那些說話的人是年輕人還是老人，不管喜不喜歡他們，那麼他就是謙恭的人」。據中世紀史學家伊本·卡希爾所述，「謙恭對待穆斯林兄弟和友人、不屈於敵人和惡人」是完美的穆斯林具備的品格。作者艾莎·烏茨（Aisha Utz）認為那些敬愛真主的人們「一心一意、言行一致、傾囊相授地追隨真主的意願對抗祂的敵人，不懼任何人的批評……對其他人的批評和讚揚皆不聞不問」。
伊斯蘭教還強調關愛所有生靈的重要性，並認為真主的造物反映了祂的惻隱之心，真主通過先知穆罕默德以身作則教導穆斯林要有憐憫惻隱之心。在穆罕默德聲稱自己是真主使者時，受到當時阿拉伯部落和麥加人的迫害，但他後來征服麥加後並沒有展開報復，而是原諒了那些加害者，包括殺害了穆罕默德親愛的叔叔哈姆扎的凶手瓦希。穆斯林對待動物亦應寬宏友善，殘酷虐待真主的一切造物就是對真主的不敬。

## 人權
先知穆罕默德的同伴、哈里發阿布·伯克爾表示國家應保護那些沒有能力保護自己的人們，穆斯林教法學家皆視人權為伊斯蘭教的核心價值，並詳解這些權利。除了父母、鄰里、兒童及婦女的權利，他們還討論到民權，認為穆斯林國家的平民有財產的擁有權，並應能過上體面的生活。儘管伊斯蘭教法並沒有劃分出人權這個獨立的範疇，但中世紀的伊斯蘭教法學家已建立了一套有關權利的法制，包括「醫療保健、生育、人身安全」，以至「物主、買賣雙方」這些具體權益。
1980年，國際法律家委員會與科威特大學和阿拉伯律師聯合會（Union of Arab Lawyers）合辦了一場研討會，65位與會者同意「伊斯蘭教率先在14個世紀前確立了人們的基本權利」，「捍衛個人和少數宗教族群的權利」，「為有效落實人權、自由和它們的免遭侵犯奠下堅實的基礎」。相關的法理依據主要源自《古蘭經》和聖訓，如「我確已把人造成具有最美的形態」、「我確已優待阿丹的後裔」的經文確立了人類獨特的尊嚴。穆罕默德亦曾言「你們的生命和財產對你們彼此來說像本月中的這天一樣是神聖不可侵犯的」、「你們都是阿丹的子孫。須知，阿拉伯人不比非阿拉伯人優越，非阿拉伯人也不比阿拉伯人優越；黑人不比白人优越，白人也不比黑人優越」。
阿布·阿拉·毛杜迪等較激進的伊斯蘭主義者批評西方的人權理論有缺失，在實踐上亦顯得偽善。毛杜迪又稱「伊斯蘭教的人權由真主賜予，世上沒有任何立法機關和政府有權更改真主賜予的權利」，另一位學者馬吉德·卡杜里亦贊同，指「伊斯蘭教的人權是安拉的恩典」，所有法規都是真主的意志，人們只可以遵從。阿卜杜勒卡里姆·索魯什等什葉派學家則以類近穆爾太齊賴派的神學來解構伊斯蘭教的人權，他批評當代的伊斯蘭神學不合情理，提倡導入批判性思考和推論。
《古蘭經》及聖訓裡經常用「哈克」（Haqq）一詞來指稱權利、要求、責任，例如在《古蘭經》的第51章用這個詞語來說明乞丐和貧民的權利。穆罕默德在談論遺產時指出「真主已經把每个人應享的權利交给給了他，所以不能為繼承人留遺囑」，這裡的權利亦用了「哈克」一詞。除了權利，「哈吉」一詞亦強調責任，因此伊斯蘭教人權的特徵是附帶義務，穆斯林學者穆罕默德·阿庫恩提到，「伊斯蘭教有神權與人權的說法，前者尤其重要，並優先於後者……對人權的尊重是尊重神權的體現」。

### 基本人權
伊斯蘭教認為人類的生存、尊嚴、選擇、私隱和言論自由是基本權利，他們有權追求公義和免受壓迫，反抗暴政，不論膚色、種族、性別、年齡和國籍皆可獲平等看待，而且人們有權管有和處置財產。正如卡杜里所指，完全符合法定條件的人才可享有伊斯蘭教的人權，這個法定條件是指自由意志的成年穆斯林，因此非穆斯林只有生存、財產及宗教自由的權利，而奴隸只有生存權利。阿拉伯哲學家穆罕默德·阿比德·賈布里指出，如果人們無法享有這些基本權利，那就意味著伊斯蘭教法所擬的罰則也無法公正實施。在無法滅貧掃盲、打擊社會不公的情況下，刑法就會存疑，弱勢社群反會受其所害，而權貴就總能隱藏他們的罪行，避免受罰。
《古蘭經》和聖訓都提到這些基本人權，例如「凡枉殺一人的，如殺眾人」、「你們絕不要因為怨恨一伙人而不公道，你們當公道，公道是最近於敬畏的」。除了「我確已從一男一女創造你們，我使你們成為許多民族和宗教，以便你們互相認識」揭示真主把人類分成不同種族是要使他們相互合作，《古蘭經》亦指出所有穆斯林的權利和義務皆一樣，穆斯林之間的友愛和權責劃一是實現社會平等的基礎。穆罕默德亦多番呼籲穆斯林行事要公平公正、彰顯正義，例如「如果有人路見不平，應拔刀相助。如他未能出手，也應出言阻止」、「你們不應作惡行凶，也不應助紂為虐」、「謀害善人者，乃不敬真主之人」。

### 婦女
《古蘭經》認為男女來自同一個起源，因此他們的地位相同。「眾人啊！你們當敬畏你們的主，他從一個人創造你們，他把那個人的配偶造成與他同類的，並且從他們倆創造許多男人和女人。」一段經文清晰表明所有男女由同一個靈魂創造出來，他們沒有高低之分。學者穆罕默德·塔伊布·卡斯米同意男女地位平等，他又指出穆罕默德說到妻子阿伊莎應得到他所獲的一半啟示，另一半則由穆罕默德的同伴所得，說明婦女與聖伴的權利相當。另一位學者阿布·卡拉姆·阿扎德也認為《古蘭經》不僅承認婦女權益，它也明確表示婦女的權利與男人平等。
此外，伊斯蘭教賦予婦女選擇配偶的權利，反對違背婦女意願的婚配，亦規定新郎需要向新娘支付彩禮。穆斯林婦女在婚後可以保留自己的姓氏，不必配上夫姓，有權提出離婚。她們有法定的遺產繼承權，任何人不得侵吞。伊斯蘭教鼓勵女性積極參政和參與決策，早期的穆斯林婦女可以公開表達意見和參與討論。穆罕默德又呼籲穆斯林要善待自己的女兒、母親、姐妹和妻子。
不過，《古蘭經》同樣有經文指出「男人是維護婦女的，因為真主使他們比她們更優越，又因為他們所費的財產」，這使婦女在伊斯蘭教裡被認為是次等，婦女在離婚、作證方面的權力都不如男性。有經文的解讀者認為那些說明男人有更大權力的經文只是反映當時男尊女卑的時代背景，但原教旨主義者認為經文提到的性別不等適用於任何時空，這是真主揭示的社會秩序。

### 兒童
《古蘭經》稱每個孩子都是神跡所創，並從多個方面保障兒童權益。它承認未出生的胎兒也是生命，指墮胎是深惡痛絕的罪孽，譴責古時殺害女嬰的現象。伊斯蘭教認為所有去世的孩子都是純淨的，能直入天園，孤兒和有需要的兒童應得到照料。兒童的財產亦得到保障，監護人應以「兒童的最佳利益」為依歸處置相關的財物，他們在教育和包辦婚姻方面亦應依循這個原則處理。父母和家人有責任不得強迫兒童工作，穆罕默德禁止在戰時殺害兒童，不接受兒童參戰，又有聖訓引述他指出青春期前的兒童免受追責。

### 非穆斯林
伊斯蘭教法把伊斯蘭國家的國民分為三類，分別是穆斯林、有經者和不信奉天經的非穆斯林，當中只有穆斯林男性享有全面的公民權利。如基督教教徒和猶太人等信奉一神教的有經者在臣服穆斯林統治的情況下享有一定的權利，他們被稱為齊米。除非獲授安全保證，多神教教徒和無神論者沒有任何權利。齊米的人身安全、財產和自由崇拜其宗教的權利可以得到保障，其社群亦可獲一定程度的自治，以他們的宗教法律和習俗行事，但他們要繳納吉茲亞稅，以示臣服穆斯林的統治。齊米不得參與伊斯蘭國家的公務，不能出任管治穆斯林的職務，他們亦不能公開傳教宣道。

## 社會福利
伊斯蘭教認為，如果任何人都享有無窮無盡的自由，所有生靈都不會幸福美滿，這樣的自由會讓他們相信個體與其他個體的絕對自由都是一己私利，導致社會和個人的命脈都會遭到摧毀。不顧社會福利，個人的自由也將不覆存在。個人的自由不能與其他人的自由衝突，因為這樣會造成永無止境的紛爭，使自由反而成為難以忍受的負擔，個人利益的訴求限制了眾生的進步和發展。另一方面，過份強調集體和公眾利益會窒礙個人的積極性、束縳創意、扼殺創作精神，無法完全發揮個人的潛力，因此伊斯蘭教的公義務求要在個人和公眾利益之間取得平衡。只有毫無節制的濫用權力造成社會不公和個人機遇受到剝削的情況下，國家才出手介入。
穆斯林社群的社會福利是非常重要的管治手段。根據《古蘭經》，國家有責任徵收天課，把財富從富人手上分給有需要的人，國家亦可臨時加徵稅項幫助不能滿足基本生活條件的人。國家亦應保障有能力的人可以獲得工作機會，孤兒、債務人等弱勢社群應得到保護。伊斯蘭經濟學的創始人之一西基迪認為，一個理想的伊斯蘭國家照顧到每個人的社會福利，並指這在先知時代及四大哈里發統治期間真實存在，並不是烏托邦。

### 天課

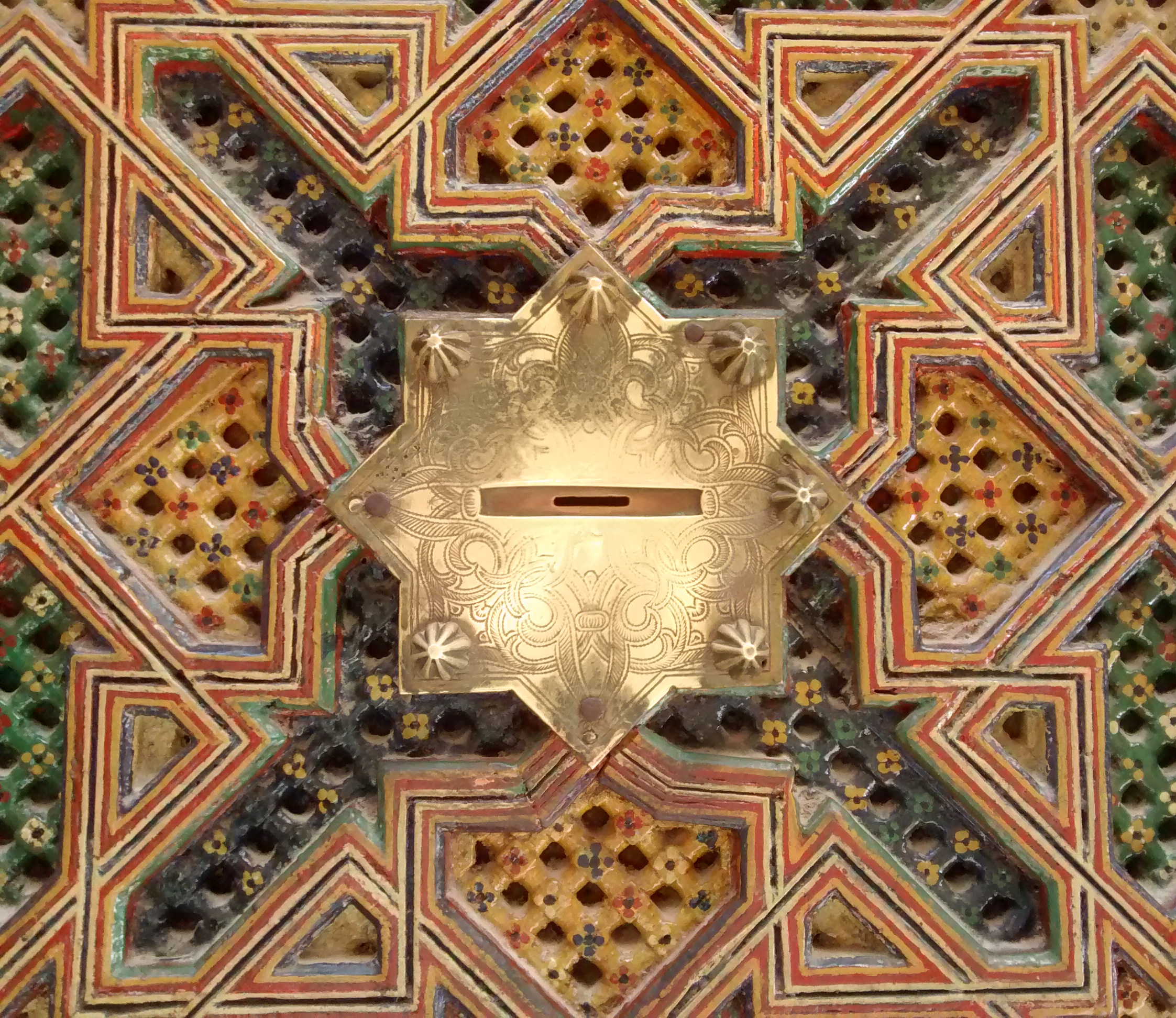
摩洛哥費茲穆萊·伊德里斯二世沙道堂一個用於接收天課的投幣口

天課是伊斯蘭教要求穆斯林遵守的五功之一，是指穆斯林要把一部分財富捐獻給社會，幫助有需要的人們。伊斯蘭教認為財富的囤積會造成經濟和社會不穩，繳納天課可淨化個人的財富，避免穆斯林社會墮落。《古蘭經》指明天課的受益群組，包括困於衣食的窮人、不足以滿足生活所需的人們、需要資金協助融入社會的人們、債台高築急需還款的人們、旅人、殘障人士、失業人士、孤兒及想贖身的奴隸。
在一些國家，天課被納入社會福利和保障政策，學者法魯克·哈桑指出「法規並無禁止利用天課的資金興建醫院和學校和用於協同的社團，幫助貧困人士，或興建工廠，給許多人提供固定的就業崗位」。通過天課把財富分配到刺激經濟、教育、醫療保健、社會福利及緊急用途上可以滿足貧困人口的需要，提高他們的生產力。隨著生產力的提升，貧困人口的收入也會增加。有證據顯示天課改善了貧富懸殊，改善人們的福利，可以提高生活水平，增加收入。

### 瓦合甫
阿拉伯語裡的「瓦合甫」有收押的意思，在伊斯蘭教的術語裡是指「收置某人對財產的所有權，把其目前和將來的收入和使用權用於慈善用途」。物主把其財產損獻給宗教就是瓦合甫，物主會失去該財產的部分或全部權益。瓦合甫產生的收益可用於學校的支出和營運、苦修的蘇菲行者所用的住宿、清真寺、醫院、飲水機、橋樑、水務工程、引水道、道路工程、維修水井及其他公共事務，也包括慈善目的，如援助旅人、路過的陌生人、寡婦、孤兒、窮人、老人、殘障人士、贖回戰俘、協助無力給新娘準備彩禮的家庭及其他需要。
《古蘭經》裡並沒有論述瓦合甫，但有傳穆罕默德及他的同伴設立了用於慈善用途的瓦哈甫，因此伊斯蘭教鼓勵穆斯林捐獻財物，並認為這種崇拜可以讓穆斯林更親近真主。捐獻的財物可以惠及穆斯林社群，使伊斯蘭教得以發展。它具有財富轉移的作用，有助於達致社會平等。

## 實踐情況
不同的跨政府和非政府組織及研究全球人權狀況的獨立機構都指出，儘管穆斯林國家有充裕的人力和自然資源，他們在人權的保障和發展方面大幅度落後。在奉行伊斯蘭教法的國家，宗教自由受到限制，實施伊斯蘭教的衣著規範。在印尼，興建教堂需要特別的許可。馬來西亞的憲法表明「所有馬來人都是穆斯林，受伊斯蘭教法規管」。瑪尼亞·拉茲雷格（Marnia Lazreg）、伊本·瓦拉克、薩爾曼·魯西迪等學者批評伊斯蘭教治下的女性地位低下。伊斯蘭教學者阿卜杜拉·艾哈邁德·安納伊姆主張伊斯蘭主義者提倡的伊斯蘭教法充斥許多問題，包括宗教少數族群和婦女的地位、言論和結社自由等，違背現代國際法的準則。他認為，要調和兩者的衝突，「穆斯林國家要發展出一套可以兼容現代憲政主義、刑法、國際法和人權的伊斯蘭公法」。
法律學者安·伊麗莎白·邁耶認為，許多以穆斯林為主的國家在第三次中東戰爭後感受到西方軍事霸權的威脅，加深了他們對泛阿拉伯世俗政治運動的戒心，質疑西方的法律制度和人權概念。穆斯林國家批評1948年簽訂的《世界人權宣言》沒有考慮非西方國家的文化及宗教背景，駐聯合國的伊朗代表便在1981年強調宣言是受猶太-基督教觀點的影響，它未能反映伊斯蘭教法，因此穆斯林不能落實。
伊斯蘭合作組織在1990年簽訂《開羅伊斯蘭人權宣言》，目的是要「為成員國解決人權問題提供指引」。宣言引述《古蘭經》的教誨稱「每個人在基本人格尊嚴和基本義務和責任上一律平等，不分種族、膚色、語言、性别、宗教、政治、社會地位或其他因素等任何區别」，還借鑒了聖訓和伊斯蘭教的法律傳統。穆斯林國家透過本地立法迎合國際人權宣言，大大開拓了當地司法機關發揮保障人權作用的展望。不過，學者阿卜杜拉·阿赫桑在研究伊斯蘭合作組織落實宣言的情況及宣言在引導穆斯林國家改善人權的作用時發現，伊斯蘭合作組織沒有對阿爾及利亞鎮壓反政府武裝時造成的平民傷亡對當局提出質詢，埃及總統穆罕默德·胡斯尼·穆巴拉克動用國家進入緊急狀態的權力侵害人權及沙特阿拉伯打壓當地的人權組織捍衛合法權利委員會。

### 人道組織
在第二次世界大戰後，全球出現了多次人道危機。根據伊斯蘭合作組織轄下的伊斯蘭國家統計、經濟和社會研究培訓中心在2017年的報告，2015年全球的30次衝突當中有20次都發生在成員國，在全球需要人道救援的人口當中，有71%都居住在伊斯蘭合作組織成員國，即8900萬人。這促使穆斯林國家及歐洲、北美等地的穆斯林社群發起人道救援。全球有成千上萬個伊斯蘭慈善團體及非政府組織，其中孟加拉鄉村發展委員會、美國慈善援助與發展組織、拯救生命和促進發展組織（Life for Relief and Development）、伊斯蘭救助組織都是全球知名的伊斯蘭人道組織。
這些組織在人道主義救援方面發揮了重要的作用。伊斯蘭救助組織在也門設立了難民營，為19000名難民提供居所、食物和醫療。國際伊斯蘭救濟組織在2010年的賴買丹月為非洲、亞洲和中東的超過25000個家庭提供開齋飯。在2004年印度洋大地震及其引發的海嘯後，伊斯蘭合作組織設立「守護海嘯受害兒童聯盟」，與非政府組織合作展開人道救援。隨後，伊斯蘭合作組織與非政府組織的合作越發頻密，他們每年都會召開伊斯蘭世界社會公民組織會議，2013年的會議據報有230個組織參加，探討「伊斯蘭世界的公民社會組織越來越重要的角色」，又接受人道救援組織作為伊斯蘭合作組織的顧問。
一些組織帶有較濃厚的伊斯蘭教色彩，通過提供服務來統合宗教，例如直接援助組織（Direct Aid Society）。他們通過資助教育項目，向皈依伊斯蘭教的穆斯林教授伊斯蘭教的規條和價值，又會協助窮困的穆斯林前往朝覲，支持傳教活動及培訓阿訇。美國情報部門認為，與沙特政府和皇室有關連的國際伊斯蘭救濟組織、瓦法人道救援組織（Al Wafa Humanitarian Organization）及哈拉曼伊斯蘭基金會支持伊斯蘭極端主義，資助恐怖組織。聯合國專員甘杜爾認為這些組織對宗教的側重表明它們「不明白或不接受任何淵源的人道救援工作可以獨立於宗教價值觀，難以想像與沒有任何宗教背景的世俗組織展開合作」。

## 腳註
1. ↑  Muhammad等（2013年），第1-4页
2. ↑  馬明良（2004年），第34-35页
3. ↑  Al Qurtuby（2013年），第297-325页
4. ↑  Sonn（2011年），第14页
5. ↑  馬多勇 & 米壽江（2005年），第74-77页
6. ↑  沙宗平（2008年），第196-207页
7. ↑  Bacchus（2014年），第5页
8. ↑  Karagiannis（2018年），第128页
9. ↑  Sachedina（1998年），第122页
10. ↑  Mutalib，Rafiki & Razali（2022年），第103-104页
11. ↑  Moten（1995年），第95页
12. ↑  Brumberg & Shehata（2009年），第127页
13. 1 2  Yamani（2002年），第5-34页
14. ↑  Chittick（1992年），第10页
15. ↑  Leaman（2006年），第289页
16. ↑  Malik（2016年），第154页
17. ↑  Faris & Abdalla（2017年），第17-18页
18. ↑  Rassool（2021年），第230-231页
19. ↑  Greenberg（2008年），第131-132页
20. ↑  Hooft（2014年），第321-322页
21. ↑  Malik（1981年），第56-67页
22. ↑  McDonough（2020年），第64-65页
23. ↑  Traer（1989年），第117-129页
24. ↑  Saeed（2018年），第9-11页
25. ↑  Witte & Green（2011年），第63页
26. ↑  Baderin（2017年），第467页
27. ↑  Denny（2015年），第367-368页
28. ↑  Saeed（2018年），第68页
29. ↑  Kamminga（2014年），第25-26页
30. ↑  Berween（2002年），第61-79页
31. ↑  Donnelly（2003年），第73页
32. ↑  al-Jabri（2009年），第251页
33. ↑  Nair（2011年），第91-92页
34. ↑  Said（1979年），第63-79页
35. ↑  Engineer（2008年），第50-51页
36. ↑  Jawad（1998年），第7-13页
37. ↑  Esposito（2002年），第90-93页
38. ↑  Fottrell（2021年），第40-42页
39. ↑  Abiad & Mansoor（2010年），第47-48页
40. ↑  An-Na'im（1987年），第1-18页
41. ↑  Qutb（1999年），第79-80页
42. ↑  Ismael & Ismael（2008年），第23-44页
43. ↑  Weiss（2002年），第10页
44. ↑  Crabtree，Husain & Spalek（2016年），第57页
45. ↑  Habib（2018年），第9页
46. ↑  Benda-Beckmann & Benda-Beckmann（2007年），第160页
47. ↑  Billah（2021年），第368页
48. ↑  Heyneman（2004年），第13-14、18页
49. ↑  Abbasi（2012年），第121-153页
50. ↑  Rahman（2018年），第50页
51. ↑  Rehman & Breau（2007年），第322页
52. ↑  Faimau（2013年），第134页
53. ↑  Bouachrine（2014年），第xii页
54. ↑  Zayd（2006年），第88页
55. ↑  Emon & Ahmed（2019年），第823页
56. ↑  Clarke（2011年），第439页
57. ↑  Newton（2019年），第164页
58. ↑  Bhandari（2016年），第247页
59. ↑  al-Ahsan（2008年），第569-597页
60. ↑  Pal & Tok（2018年），第149-150页
61. ↑  Petersen（2011年），第126-155页
62. ↑  Erçetin & Bac（2016年），第56页
63. ↑  Petersen & Kayaoglu（2019年），第295-296页
64. ↑  Khafagy（2020年），第1-11页
65. ↑  Alterman & Hippel（2007年），第viii页
66. ↑  Cordier（2009年），第663-684页